# Sœurs de la charité de Saint-Louis
Les Sœurs de la charité de Saint-Louis (en latin : Congregationis Sororum a Caritate Sancti Ludovici) forment une congrégation religieuse féminine de droit pontifical.

## Histoire
Sa fondatrice, Mère Saint-Louis, est née à Paris le 3 octobre 1763. De son mariage avec Édouard François Mathieu Molé, comte de Champlâtreux, naissent cinq enfants, dont l'un sera le fameux ministre, le comte Molé, et dont trois mourront en bas âge. Son mari est guillotiné à la Révolution et elle émigre quelque temps à Bruxelles.
Après le mariage de ses deux enfants, elle envisage une vie de religieuse contemplative. L'abbé de Pancemont, curé de sa paroisse de Saint-Sulpice à Paris, lui assure un accompagnement spirituel qui l'oriente vers un service de charité.
Ce dernier est nommé évêque de Vannes en Bretagne après le Concordat, qui permet à la vie religieuse de se réorganiser. Il demande à Madame Molé de venir à Vannes pour ouvrir une œuvre de charité s'occupant notamment des fillettes errant sur le port de la Rabine de Vannes.

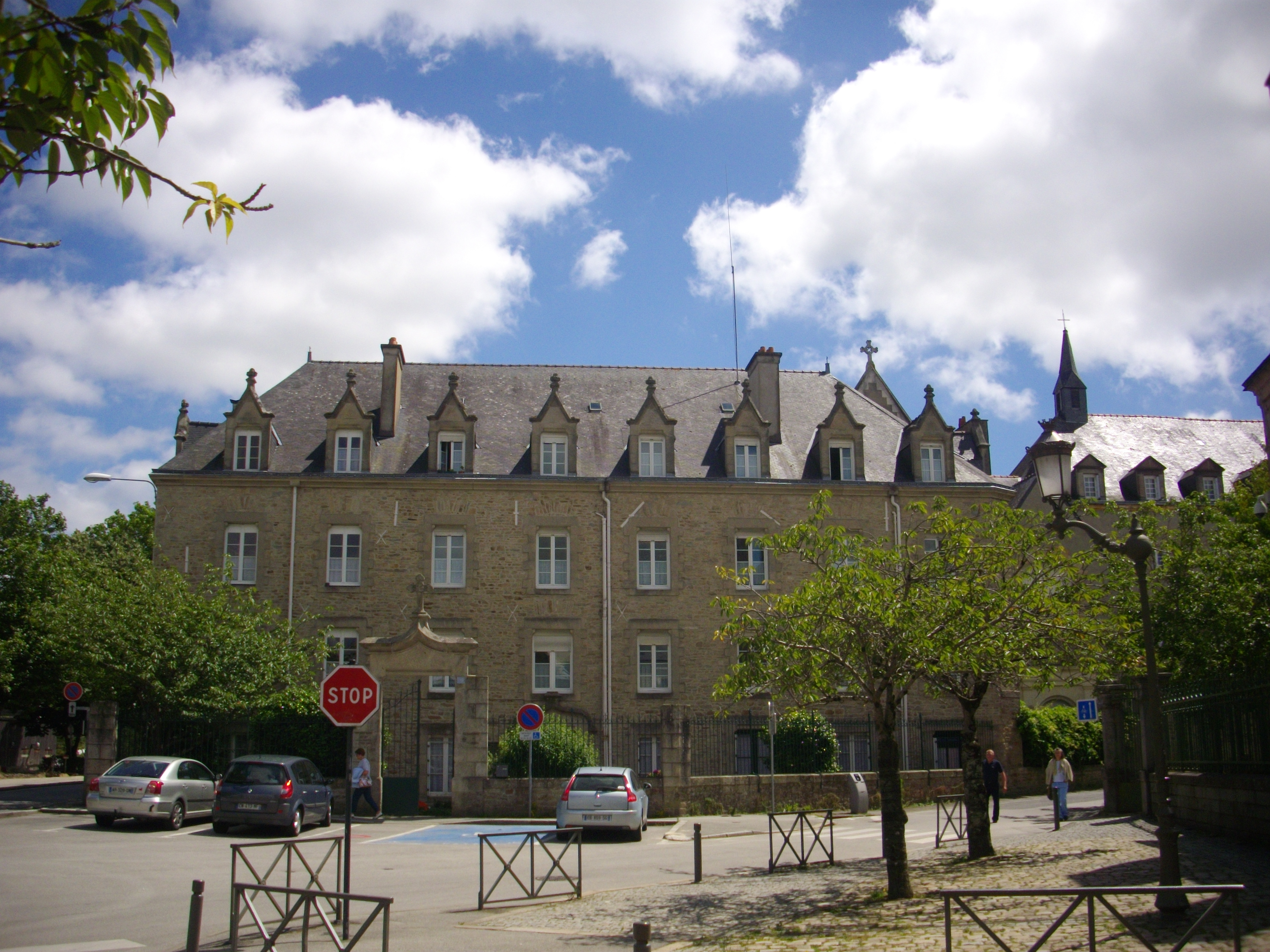
Bâtiments de la congrégation à Vannes.

Le 25 mai 1803, devenue « Mère Saint-Louis », elle fonde à Vannes la congrégation des Sœurs de la charité de Saint-Louis pour « l’éducation des petites filles pauvres et abandonnées ». L'institut est approuvé le 24 avril 1816 par Pierre-Ferdinand de Bausset-Roquefort, évêque de Vannes. Elle crée trois autres établissements en Bretagne (Auray en 1807, Pléchâtel en 1816 et Saint-Gildas-de-Rhuys en 1824). 
Au décès de la fondatrice, le 4 mars 1825 la congrégation compte une cinquantaine de religieuses désirant vivre selon son esprit et porter aux déshérités l'amour de Dieu qui les habite. Le pape Grégoire XVI accorde l'approbation finale de l'Institut le 4 décembre 1840.
Au début du XXe siècle, la vague d'anticléricalisme qui déferle sur la France (Lois Combes et Waldeck-Rousseau) incite les Sœurs de la charité de Saint-Louis - dont les établissements sont confisqués - à changer de pays, à accepter un dur exil ; c'est pour la supérieure générale du temps, Mère Marie-Fidèle, une interpellation à entrer dans de nouvelles contrées où le Seigneur ouvrirait la voie à son institut. Elle opte d'abord pour l'Angleterre et ensuite pour le Canada.

## Fusion
En 1967, les Sœurs de la compassion de la Sainte-Vierge de Saint-Denis fusionnent avec elles. Cette congrégation diocésaine est fondée en 1824 à Argenteuil par Marie-Anne Gaborit (1787-1870) en religion Mère Marie de la compassion. En 1829, la maison-mère est déplacée à Saint-Denis, 14 place aux gueldres avec pensionnat. En 1844, la congrégation est approuvée par le gouvernement puis en 1849, les constitutions basées sur la règle de saint Augustin reçoivent l'approbation définitive de Mgr Sibour.
Le but de la congrégation était l'enseignement et le soin des malades dans les hôpitaux.

## Activité et diffusion
Les Sœurs de la charité de Saint-Louis se consacrent à l'éducation de la jeunesse, aux soins des personnes âgées et des malades.
Elles sont présentes en :
- Europe : France, Royaume-Uni.
- Amérique : Canada, États-Unis, Haïti, Martinique, Mexique.
- Afrique : Madagascar, Mali, Sénégal.

La maison-mère de la congrégation est située à Vannes, place Théodore Decker.
Elles étaient 637 religieuses dans 96 maisons au 31 décembre 2008, selon l'Annuaire pontifical.